# Edgar Çani
Edgar Çani, född den 22 juli 1989 i Tirana i Albanien, är en albansk fotbollsspelare som spelar för italienska Pisa Calcio från och med 2015. Han har numera dubbelt medborgarskap, och han skulle kunna spela både för det italienska eller Albaniens herrlandslag i fotboll.
Çani inledde sin karriär i italienska Pescara Calcio i Serie C1, där han spelade 15 matcher för klubben och gjorde fyra mål. Efter att ha spelat första halvan av säsongen 2007/2008 i Pescara Calcio bytte han klubb till US Città di Palermo, där han gjorde sin Serie A debut den 27 april 2008 i en hemmamatch mot Atalanta.[källa behövs]

### Fotnoter
1. ↑  Alushaj, Arton (1 mars 2009). ”Blir det Italien eller Albanien för Çani?”. SvenskaFans. Arkiverad från originalet den 12 november 2014. https://web.archive.org/web/20141112003429/http://www.svenskafans.com/europa/albanien/283543.aspx. Läst 28 mars 2010.